# 柴野拓美
柴野 拓美（しばの たくみ、1926年10月27日 - 2010年1月16日）は、日本のSF翻訳家、SF作家、SF研究家・評論家。
日本初のSFファングループ『宇宙塵』の主宰者として知られ、同名の同人誌の編集長を務めた。アマチュア作家をプロに育てる才能でも有名だった。

## 人物・来歴
石川県金沢市出身。父・柴野為亥知（ためいち）は陸軍軍人にして詩人・画家でもあり、多数の軍歌を作詞・作曲し、満州映画協会の創設にも関わった。小学校時代から山中峯太郎や海野十三に傾倒。東京で青山学院に入学するが、のち金沢に戻り、金沢二中から四修（飛び級）で第四高等学校に進む。1950年6月、東京工業大学機械工学科卒業。実父が陸軍大佐であった事から「軍」に関しては複雑な心境を持っていた。当初は東大進学を考えたが、病弱を心配した父の助言により家の近くの東工大に進学。学徒動員にも獲られるが実戦参加直前に日本が降伏している。1951年4月~1977年3月、東京都立小山台高等学校（定時制）数学科教諭。1954年5月10日、結婚。同年末、日本最初のSF専門誌『星雲』（森の道社）が発行される。
日本空飛ぶ円盤研究会のメンバーのうちの有志によって1957年に創設された、日本初のSFファングループ『宇宙塵』（最初のグループ名称は「科学創作クラブ」）主宰者で、同名の同人誌の編集長となる。同人誌『宇宙塵』は本来『宇宙人』のタイトルの予定であったが、入稿直前に独断で『宇宙塵』に改名。星新一を筆頭に三桁のSF作家を輩出して伝説的同人誌となる。柴野は死去するまで『宇宙塵』の「主宰」をつとめた。1982年、「宇宙塵」が第13回星雲賞特別賞を受賞。
また、日本SFファンダムの父でもあり、1962年に第1回日本SF大会MEG-CONを主催、1965年にはSFファングループ連合会議創立もおこなった。同時にSFファンダム賞も創設（これは5年後に星雲賞にその役割をゆずった）。1982年からは、日本SFファンダム賞の趣旨を受け継ぐかたちで、日本のSFファンダムに功労のあった人物を顕彰する柴野拓美賞を創設、自ら受賞者を選出し、毎年、日本SF大会席上にて発表していた（2007年まで）。のち『宇宙塵』会費の残金を基金に、2015年から柴野拓美章(柴野拓美記念日本SFファンダム賞)を設けてファン活動の顕彰を行うこととなった。
また1968年には小松左京の提唱により、石原藤夫、大宮信光らと「SFファン科学勉強会」の結成に参加。英語圏、中国語圏のSF作家とも親交が深かった。世界SF大会では、1996年大会と2007年大会でファン・ゲスト・オヴ・オナーをつとめた。
小隅 黎（こずみ れい） のペンネームで翻訳・創作もおこなっている（ペンネームの由来は『コズミック・レイ』）。小隅黎名義では科学忍者隊ガッチャマンなどタツノコプロが製作した数多くのアニメ作品のSF考証も担当。同社の処女作『宇宙エース』では既にフィルムができあがっている状況で作中の描写に対して整合性のある理屈をつけるという、後の『機動戦士ガンダム』で松崎健一（スタジオぬえ）が行った作業に先駆けてもいる。翻訳家としての弟子には酒井昭伸、鍛治靖子、久志本克己らがおり、翻訳者の勉強会「RAY会」を主宰していた。
2010年（平成22年）1月16日、肺炎により死去した。満83歳没。2010年8月、第41回星雲賞特別部門を受賞。2010年12月、第31回日本SF大賞特別賞を受賞。2011年3月、東京アニメアワード2011功績賞を受賞（小隅黎名義）。

## 所属していた団体
- 日本推理作家協会
- 日本SF作家クラブ
- 宇宙作家クラブ
- SFWA（アメリカSF作家協会）
- WORLD・SF（国際SF組織）」

## 柴野拓美賞
- 1982年～2003年 柴野が選考委員の一人だった「SFファンジン大賞」の一部門として「柴野拓美賞」がSFファン活動に功績のある個人に対して授賞された[5]。
- 2015年から日本SF大会においてSFファン活動に功績のある個人に対して「柴野拓美記念・日本SFファンダム章(略称：柴野章)」が授賞されるようになった（『宇宙塵』の費用の残金による）。
  - 2015年：加藤勝幸（暗黒星雲賞主催者）
  - 2016年：竹内伸介（宇宙軍PX、小さなお茶会主催）
  - 2017年：立花眞奈美（SFセミナー事務局長、「科学魔界」編集）
  - 2018年：佐々木秀美（日本SF大会・キッズコン主催）
  - 2019年：三浦範久（牛丼仮面、日本SF大会・コンパック主催）、中谷育子（星界企業主催、「宇宙塵」コミケ販売）
  - 2020年：桐山芳男（翻訳家、関西海外SF研究会元代表）、牧紀子（SFファン交流会主催）、青山智樹（軍事評論・小説家） ※2021年のSF大会にて発表、授賞
  - 2021年：石原藤夫、小谷真理
  - 2022年：森下一仁、平井博英（ワールドコンNippon2007スタッフ、2015年第54回日本SF大会「米魂」実行委員長）
  - 2023年：松岡秀治（海外ドラマ研究家）、熊倉晃生（T-con2003実行委員長、日本SFファングループ連合会議・元議長）
  - 2024年：大宮信光、天瀬裕康（渡辺晋）、宮本英雄（イマジニアンの会主催）、宮本律子

## 著作

### 小説
- 『超人間プラスX』（金の星社、少年少女21世紀のSF）　1969
- 『月ジェット作戦』（金の星社、少年少女21世紀のSF）　1969
- 『北極シティの反乱』（インタナル出版） 1977 、のち徳間文庫
のち徳間文庫版に加筆修正した完全版が同人誌として星海企業より1997年に販売
- 「磯浜駅にて」小隅黎名義 - 『急行出雲 : 鉄道ミステリー傑作選』（鮎川哲也 編、光文社文庫） 1986.7に収録

### 評論
- 「海外SFマン交遊記」- 『世界SF映画大鑑』（キネマ旬報臨時増刊） 1969に掲載
- 「宇宙の本」- 小隅黎名義。雑誌『ロクハン』第3号（音楽之友社 1975年10月号）に掲載
- 「SCIENCE FICTION SF小説の歴史と現状」- 雑誌『ロクハン』第7号（音楽之友社 1976年6月号）に掲載
- 「SCIENCE FICTION SF小説のさまざまな世界」- 雑誌『ロクハン』第8号（音楽之友社 1976年8月号）に掲載
- 「SCIENCE FICTION 日本SFランド」- 雑誌『ロクハン』第9号（音楽之友社 1976年10月号）に掲載
- 「『集団理性』の提唱」- 『日本SF論争史』（巽孝之編、勁草書房） 2000に収録
- 『柴野拓美SF評論集 : 理性と自走性 - 黎明より』（牧眞司編、東京創元社） 2014.4

### 編集・監修・共著
- 『日本SF・原点への招待 「宇宙塵」傑作選』（石川喬司共編、講談社） 1977.5
- 『SF次元へのパスポート』（監修、金子隆一,倉又義克,小山内新共著、住宅新報社） 1978
- 『SF雑学クイズ - マニア感覚をテストする』（監修、住宅新報社） 1978
- 『宇宙・SFの世界 空想と科学の出会い』（監修、金子隆一他著、集英社、モンキー文庫） 1978
- 『SF宇宙怪物(ベム)図鑑』小隅黎監修、立風書房、ジャガーバックス） 1979/8　-　復刊ドットコムで再刊
- 『宇宙戦争大図鑑』小隅黎監修、立風書房、ジャガーバックス） 1979 - 復刊ドットコムで再刊
- 『新「宇宙塵」SF傑作選』1 - 2（編、河出文庫） 1987.12.
- 『塵も積もれば』（「宇宙塵四十年史」編集委員会編、出版芸術社） 1997
のち同人誌として改題『塵も積もれば 宇宙塵40年史 改訂版 いつまでも前向きに』
- 『宇宙塵傑作選』1 - 2 （編、出版芸術社） 1997
- 『僕らを育てたSFのすごい人 柴野拓美インタビュー』 （アンド・ナウの会） 2009 - 山本弘によるインタビュー集

### 翻訳
以下、特記なければ小隅黎名義での翻訳
- 『世界SF全集 第4巻 (ガーンズバック / テイン)』（早川書房） 1971
「ミュンヒハウゼン男爵の科学的冒険」（ガーンズバック）
- 『原爆は誰でも作れる : テッド・テイラーの恐るべき警告』（ジョン・マックフィー、文化放送開発センター出版部） 1975
- 『ムーンスター・オデッセイ』（デイヴィッド・ジェロルド、松本薫共訳、サンリオ、サンリオSF文庫） 1979.5
- 『楽園の崩壊』（ジョーン・D・ヴィンジ、佐治弓子共訳、サンリオ、サンリオSF文庫） 1979.10
- 『アーヴァタール』上・下（ポール・アンダースン、東京創元社、創元推理文庫） 1981.2
- 『SFの書き方』（アメリカSF作家協会、監訳、講談社） 1984.8
- 『科学 in SF』（ピーター・ニコルズ編、監訳、東京書籍） 1984.4
- 『ナイトワールド』（デイヴィッド・ビショフ、坂井星之共訳、東京創元社、創元推理文庫） 1986.9
- 『サターン・デッドヒート』（グラント・キャリン、高林慧子共訳、早川書房、ハヤカワ文庫SF） 1988.5
- 『タイムマシンの作り方 : 光速突破は難しくない!』（ニック・ハーバート、高林慧子共訳、講談社、ブルーバックス） 1989.12
- 『アンタレス突破』（マイクル・マッコーラム、早川書房、ハヤカワ文庫SF） 1990.10
- 『アンタレスの夜明け』（マイクル・マッコーラム、早川書房、ハヤカワ文庫SF） 1990.8
- 『サターン・デッドヒート2 - ヘキシーの星のライオン』上・下（グラント・キャリン、高林慧子共訳、早川書房、ハヤカワ文庫SF） 1990.3
- 『レッドシフト・ランデヴー』（ジョン・E・スティス、早川書房、ハヤカワ文庫SF） 1991.11
- 『スターストリーム』（ジェフリー・A・カーヴァー、梶元靖子共訳、早川書房、ハヤカワ文庫SF） 1993.8
- 『スターバースト』（ジェフリー・A・カーヴァー、梶元靖子共訳、早川書房、ハヤカワ文庫SF） 1993.7
- 『マンハッタン強奪』上・下（ジョン・E・スティス、早川書房、ハヤカワ文庫SF） 1994.4
- 『重力の影』（ジョン・クレイマー、小木曽絢子共訳、早川書房、ハヤカワ文庫SF） 1996.8

### ハル・クレメント
- 『アイスワールド』（ハル・クレメント、早川書房、ハヤカワ・SF・シリーズ） 1971
- 『超惑星への使命』（ハル・クレメント、早川書房） 1974.
- 『一千億の針』（ハル・クレメント、東京創元社、創元推理文庫） 1979.11
- 『窒素固定世界』（ハル・クレメント、J・オーリシオ絵、東京創元社、イラストレイテッドSF6） 1981.11、のち文庫

### アンドレ・ノートン
- 『大宇宙の墓場』（アンドレ・ノートン、早川書房、ハヤカワSF文庫） 1972
- 『恐怖の疫病宇宙船』（アンドレ・ノートン、早川書房、ハヤカワSF文庫） 1973
- 『スター・ゲイト』（アンドレ・ノートン、小木曽絢子共訳、早川書房、ハヤカワSF文庫） 1986.5
- 『ゼロ・ストーン』（アンドレ・ノートン、梶元靖子共訳、早川書房、ハヤカワSF文庫） 1986.1
- 『ゼロ・ストーン2 - 未踏星域をこえて』（アンドレ・ノートン、梶元靖子共訳、早川書房、ハヤカワSF文庫） 1987.1

### 「キャプテン・ケネディ」シリーズ
- 『異次元の陥穽』（グレゴリイ・カーン、早川書房、ハヤカワ文庫） 1975
- 『サーガンの奴隷船』（グレゴリイ・カーン、早川書房、ハヤカワ文庫） 1975
- 『メテラーゼの邪神』（グレゴリイ・カーン、早川書房、ハヤカワ文庫） 1976
- 『惑星メラーの魔薬』（グレゴリイ・カーン、早川書房、ハヤカワ文庫SF） 1978.8
- 『ジャーレンの秘宝』（グレゴリイ・カーン、早川書房、ハヤカワ文庫SF） 1979.4

### 「レンズマン」シリーズ
- 『渦動破壊者』（E・E・スミス、東京創元社、創元推理文庫） 1977.8 - レンズマン・シリーズ7
- 『ドラゴン・レンズマン』（デイヴィッド・カイル、東京創元社、創元推理文庫） 1989.4
- 『リゲルのレンズマン』（デイヴィッド・カイル、東京創元社、創元SF文庫） 1992.9
- 『銀河パトロール隊』（E・E・スミス、東京創元社、創元SF文庫） 2002.1 -  レンズマン・シリーズ1
- 『グレー・レンズマン』（E・E・スミス、東京創元社、創元SF文庫） 2002.5 - レンズマン・シリーズ2
- 『第二段階レンズマン』（E・E・スミス、東京創元社、創元SF文庫） 2002.11 - レンズマン・シリーズ3
- 『レンズの子供たち』（E・E・スミス、東京創元社、創元SF文庫） 2003.3 - レンズマン・シリーズ4
- 『ファースト・レンズマン』（E・E・スミス、東京創元社、創元SF文庫） 2003.7 - レンズマン・シリーズ5
- 『三惑星連合』（E・E・スミス、東京創元社、創元SF文庫） 2004.2 - レンズマン・シリーズ6
- 『渦動破壊者』（E・E・スミス、東京創元社、創元SF文庫） 2004.5 - レンズマン・シリーズ7

### ラリイ・ニーヴン
- 『インフェルノ SF地獄篇』（ラリー・ニーヴン,ジェリー・パーネル、東京創元社、創元推理文庫） 1978.5
- 『リングワールド』（ラリイ・ニーヴン、早川書房、海外SFノヴェルズ） 1978.6、のち文庫 - ノウンスペース・シリーズ
- 『太陽系辺境空域』（ラリイ・ニーヴン、早川書房、ハヤカワ文庫SF） 1979.6 - ノウンスペース・シリーズ
- 『地球からの贈り物』（ラリイ・ニーヴン、早川書房、ハヤカワ文庫SF） 1979.9 - ノウンスペース・シリーズ
- 『無常の月』（ラリイ・ニーヴン、共訳、早川書房、ハヤカワ文庫SF） 1979.1
- 『中性子星』（ラリイ・ニーヴン、早川書房、ハヤカワ文庫SF） 1980.7 - ノウンスペース・シリーズ
- 『リングワールドふたたび』（ラリイ・ニーヴン、早川書房、海外SFノヴェルズ） 1981.7、のち文庫 - ノウンスペース・シリーズ
- 『プタヴの世界』（ラリイ・ニーヴン、早川書房、ハヤカワ文庫SF） 1983.2 - ノウンスペース・シリーズ
- 『インテグラル・ツリー』（ラリイ・ニーヴン、早川書房、ハヤカワ文庫SF） 1986.11
- 『スモーク・リング』（ラリイ・ニーヴン 、早川書房、ハヤカワ文庫SF） 1988.9
- 『リングワールドの玉座』（ラリイ・ニーヴン、早川書房、海外SFノヴェルズ） 1998.4、のち文庫 - ノウンスペース・シリーズ
- 『リングワールドの子供たち』（ラリイ・ニーヴン、梶元靖子共訳、早川書房、海外SFノヴェルズ） 2006.5 - ノウンスペース・シリーズ

### アイザック・アシモフ
- 『大破滅 : アジモフのカタストロフィー全研究』（アイザック・アジモフ、酒井昭伸共訳、講談社） 1980.2
- 『われはロボット』（アシモフ原作、小隅黎著、金森達絵、ポプラ社、SFシリーズ8） 1974
- 『アジモフ博士の地球・惑星・宇宙』（アイザック・アジモフ、社会思想社、現代教養文庫） 1982.5
- 『アシモフ博士の世界』（アイザック・アシモフ、十河矜也共訳、早川書房） 1983.2

### アーサー・C・クラーク
- 『スリランカから世界を眺めて』（アーサー・C・クラーク、サンリオ、サンリオSF文庫） 1981.7、のちハヤカワ文庫
- 『前哨』（アーサー・C・クラーク、共訳、早川書房、ハヤカワ文庫SF） 1985.4
- 『神の鉄槌』（アーサー・C・クラーク、岡田靖史共訳、早川書房、海外SFノヴェルズ） 1995.12、のち文庫

### ジェイムズ・P・ホーガン
- 『未来からのホットライン』（ジェイムズ・P・ホーガン、東京創元社、創元推理文庫） 1983.4
- 『断絶への航海』（ジェイムズ・P・ホーガン、早川書房、ハヤカワ文庫SF） 1984.11
- 『造物主の掟』（ジェイムズ・P・ホーガン、東京創元社、創元推理文庫） 1985.9
- 『プロテウス・オペレーション』（ジェイムズ・P・ホーガン、早川書房、ハヤカワ文庫SF） 1987.10
- 『終局のエニグマ』（ジェイムズ・P・ホーガン、東京創元社、創元推理文庫） 1989.5
- 『ミラー・メイズ』上・下（ジェイムズ・P・ホーガン、東京創元社） 1991.10、のち文庫
- 『時間泥棒』（ジェイムズ・P・ホーガン、東京創元社、創元SF文庫） 1995.12
- 『マルチプレックス・マン』上・下（ジェイムズ・P・ホーガン、東京創元社、創元推理文庫） 1995.2
- 『造物主の選択』（ジェイムズ・P・ホーガン、東京創元社、創元SF文庫） 1999.1

### ポール・プロイス
- 『天国への門』（ポール・プロイス、久志本克己共訳、早川書房、ハヤカワ文庫SF） 1983.10
- 『地獄への門』（ポール・プロイス、久志本克己共訳、早川書房、ハヤカワ文庫SF） 1984.9
- 『破局のシンメトリー』（ポール・プロイス、早川書房、ハヤカワ文庫SF） 1986.5

## 脚註
1. ↑  なおそれ以前に今日泊亜蘭らにより結成されていた「おめがくらぶ」はプロ作家が集まったものだった。
2. ↑  https://web.archive.org/web/20160305161551/http://www.comecon.jp/ja/program/ceremony/p54_5067.html
3. ↑  訃報 柴野拓美先生、迅雷計画のブログ、佐原晃、2010年1月17日付、2010年1月17日閲覧。
4. ↑  “各賞受賞一覧”. 日本SF作家クラブ（SFWJ）公式ウェブサイト.   日本SF作家クラブ. 2025年3月9日閲覧。
5. ↑  SFファンジン大賞